# Wallace de Souza
Wallace Leandro de Souza (* 26. Juni 1987 in São Paulo) ist ein brasilianischer Volleyballspieler.

## Karriere
De Souza begann seine Karriere bei Santander Banespa-SP. Später spielte er für Vôlei Futuro. 2007 gewann der Diagonalangreifer mit den brasilianischen Junioren die Weltmeisterschaft in Marokko. 2009 wechselte er zu Sada Cruzeiro Vôlei. Sein neuer Verein belegte in der ersten Saison mit de Souza den vierten Platz in Brasilien und der Diagonalangreifer war dabei der zweitbeste Scorer der Liga. 2010 gab er sein Debüt in der A-Nationalmannschaft. In der folgenden Saison wurde Sada Cruzeiro Vizemeister. Mit der Nationalmannschaft gewann er das Volleyballturnier bei den Panamerikanischen Spielen. Bei den Olympischen Spielen 2012 in London gewann er mit Brasilien die Silbermedaille.
In der Saison 2020/21 spielte Wallace in der Türkei bei Maliye Milli Piyango SK und wurde Pokalsieger. Danach kehrte er in seine Heimat zurück und schloss sich erneut Sada Cruzeiro an.
2022 gab Wallace seinen Rücktritt aus der Nationalmannschaft bekannt.